# Cerro de Chipinque

La eme del Cerro de Chipinque en el escudo municipal de San Pedro Garza García.

El Cerro del Chipinque es una montaña en los municipios de San Pedro Garza García, Monterrey y Santa Catarina del estado de Nuevo León, México. La montaña forma parte de la Sierra Madre Oriental y del parque nacional Cumbres de Monterrey. La cima está a 2,230 metros sobre el nivel del mar. La montaña es uno de los símbolos de la Zona Metropolitana de Monterrey, y la formación rocosa “La eme” está representada en el escudo municipal de San Pedro Garza García. El Cerro de Chipinque está rodeado por el Valle de Santa Catarina, el Valle de San Pedro, el Cerro del Mirador, el Río la Silla, el Cañón de Ballesteros y el Cañón de La Huasteca. En la ladera norte, en San Pedro Garza García, se encuentra el Parque Ecológico Chipinque.

## Galería

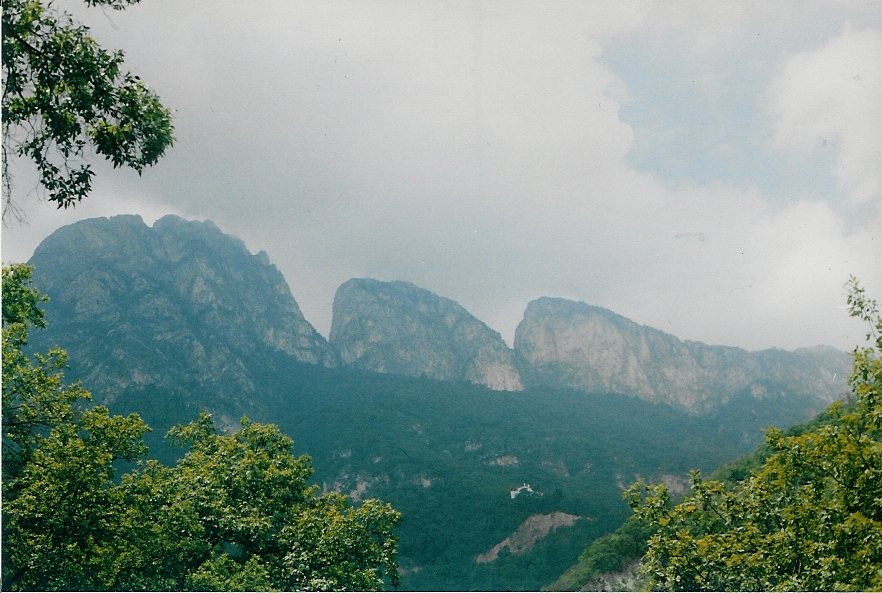
La eme vista desde la meseta
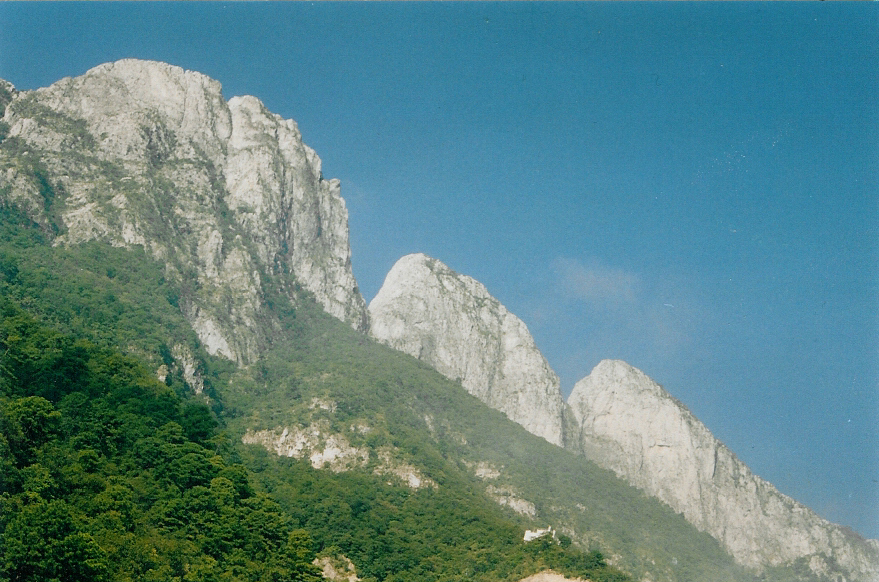
La eme vista desde el Hotel Chipinque
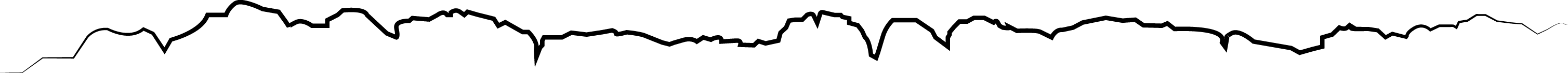
silueta que identifica al cerro de chipinque.
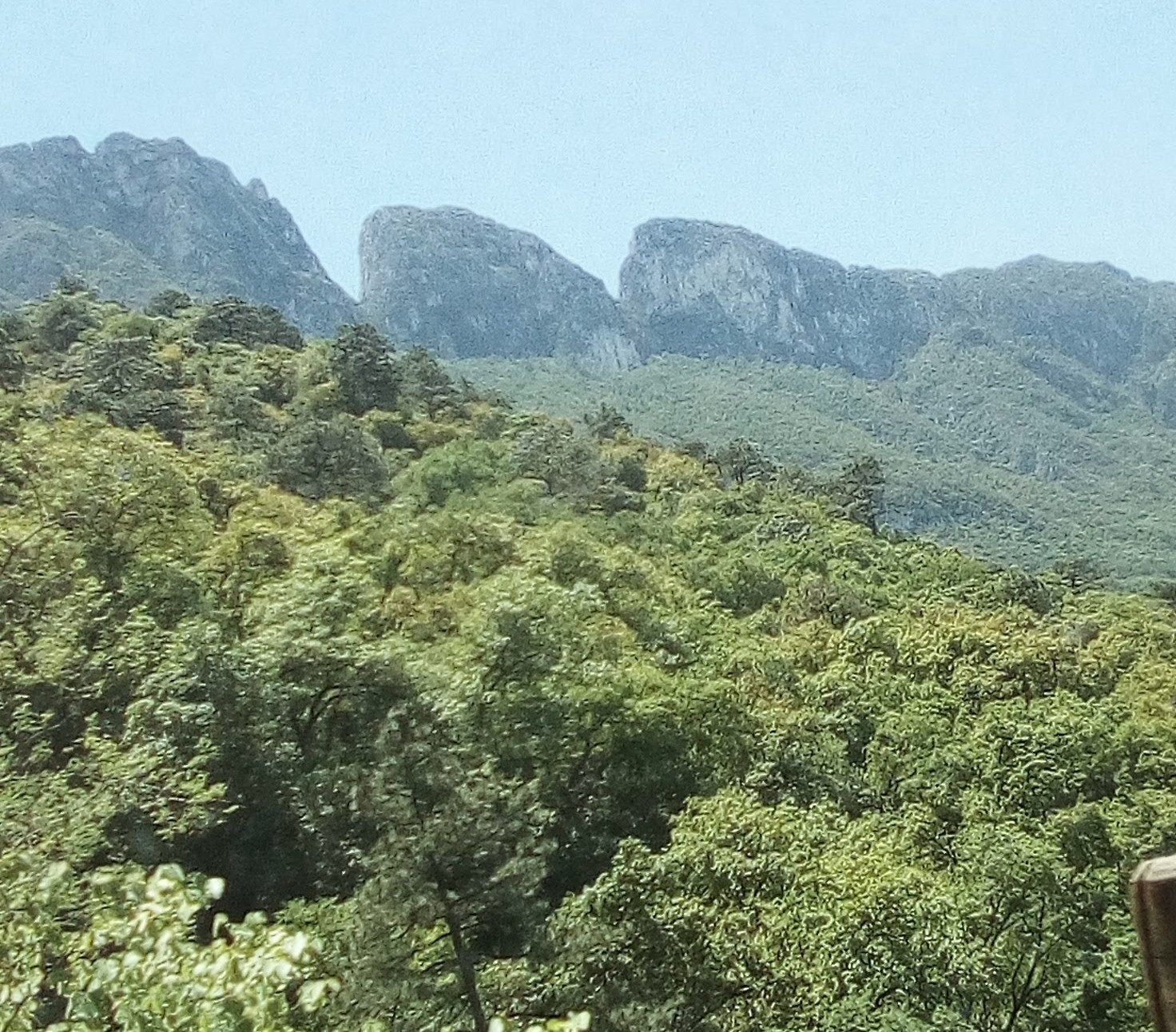
La eme en 2019.

## Toponimia
La hipótesis más aceptada sobre origen del nombre es que proviene de la palabra náhuatl “chichipinqui”, que significa "gota a gota" o llovizna. La otra hipótesis es que proviene del nombre de un cacique indígena del siglo XVII. El nombre originalmente hacía referencia a la “Mesa del Pelotazo”, que hoy se conoce como la meseta de Chipinque y, por sinécdoque, es ahora el nombre con el que se le conoce a la montaña completa. No se sabe con certeza cuándo o por qué se le dio ese nombre a ese lugar. En algunas fuentes de los siglos XVII a XIX aparece con los nombres “Sierra de Anáhuac” y “Sierra de la Huasteca”. A veces es llamada “Sierra Madre” en referencia la Sierra Madre Oriental de la que forma parte.

## Características

### Climatología
La temperatura media anual es 20 °C. El mes más caluroso es mayo con temperatura promedio de 26 °C y el más frío es enero con 12 °C. La precipitación media anual es 860 milímetros. El mes más húmedo es septiembre con un promedio de 289 mm de precipitación y el más seco es enero con 21 mm de precipitación.

### Topografía
La cresta principal tiene aproximadamente 17 km de longitud. Hay algunos estribos conocidos como Pico Lico, Cerro la Florida, Cerro de la Corona, El Pinar, Punta Lobos, Cerro del Chupón y Virgen de Schönstatt. También hay algunos picos de menor prominencia en el Cañón de Ballesteros. Hay un valle intramontano en el que ahora se encuentra en fraccionamiento Cañada del Sur, que se forma entre la cresta principal y el contrafuerte Schönstatt-Chupón-Pinar.

## Parque Ecológico Chipinque
La misión del Parque Ecológico Chipinque es conservar la biodiversidad a través de un manejo integrado que asegure la conservación de sus recursos naturales, que a su vez promueve el respeto y la apreciación, del ecosistema y la geografía del lugar. 
El Parque es conocido por su belleza y diversidad de flora y fauna, en donde además, se encuentran pinos, mezquites, cenizos, entre otros. 
Las áreas para diversión que cuenta el parque son: 
- Gimnasio: Podrás encontrar un área al aire libre con variedad de aparatos fijos.
- Ciclismo: Cuenta con más de 60 km de brechas, veredas, carretera con grados de dificultad, baja, media y alta.
- Observación: El Parque es un hábitat natural, en donde podrás observar mariposas, especies nativas de aves, a lo largo de tu recorrido por el bosque.
- Senderismo: Cuenta con más de 60 km de brechas y veredas naturales para así poder realizar recorridos llenos de relajación, así como de medio y alto impacto para los deportistas.

El parque desarrolla e impulsa actividades educativas, culturales, y deportistas bajo alto impacto ecológico en beneficio de la población en general. De igual manera, involucra a la comunidad en la promover la conservación de los recursos naturales y la educación ambiental que se provee dentro del Parque. 
De igual manera, conserva los ecosistemas del Parque, así como contar con recursos humanos y programas de contingencia eficientes y actualizados para prevenir sucesos naturales y antropogénicos. Altamente beneficia a los más de 4,000,000 de habitantes con los servicios ambientales.
El parque es administrado por un consejo de líderes empresariales, encabezados por Santiago Clariond Lozano. Su objetivo principal es preservar esta área para las generaciones futuras. Su desafío es involucrar activamente a la comunidad a ser parte de este objetivo.
En su 25° aniversario del parque se rediseñó la marca Chipinque lo cual revitalizó la relación que los visitantes tienen con el parque. El estudio de diseño -1 se encargó de crear la nueva identidad para el parque ecológico.

## Deportes de Montaña
El Cerro de Chipinque destaca por ser propicio para una variedad de deportes de montaña incluyendo montañismo, escalada, ciclismo de montaña y senderismo. Es una de las montañas que comprenden la Trilogía de Montañas de Monterrey junto al Cerro de la Silla y el Cerro de las Mitras.

### Montañismo
- Copete de las Águilas
- Las Antenas
- Eme Oriente
- Eme Central
- Eme Poniente
- Montenegro[12]
- UDEM, también llamado Indios
- El Pinar
- Cerro del Chupón